# Czarna Hańcza
Die Czarna Hańcza (belarussisch Чорная Ганча Tschornaja Hantscha; litauisch Juodoji Ančia) ist ein linker Nebenfluss der Memel in der polnischen Woiwodschaft Podlachien und in der belarussischen Hrodsenskaja Woblasz.
Die Czarna Hańcza bildet den Abfluss des Hańcza-Sees in Podlachien. Sie fließt in überwiegend östlicher Richtung. Sie passiert die Stadt Suwałki und durchfließt später den im Wigierski-Nationalpark gelegenen See Wigry. Sie überquert die Grenze nach Belarus. Auf den letzten Kilometern wird ein Großteil des Flusswassers über einen Kanal direkt zur Memel geleitet. Der eigentliche Flusslauf macht einen Bogen nach Norden und anschließend nach Osten. Dabei mündet die Marycha linksseitig in den Fluss. Auf den letzten 500 m vor ihrer Mündung in die Memel bildet die Czarna Hańcza die Grenze zwischen Belarus und Litauen.
Die Czarna Hańcza hat eine Länge von 142 km. Davon liegen 108 km auf polnischem Gebiet. Das Einzugsgebiet umfasst 1916 km².
Der Fluss ist ein beliebtes Kajakgewässer.
Der Augustów-Kanal ist ein Kanal, der den Unterlauf der Czarna Hańcza mit dem weiter südwestlich gelegenen Flusssystem von Narew und Biebrza verbindet.